# 小坪駅
小坪駅（しょうへいえき）は、中華人民共和国広東省広州市白雲区石井街道に位置する広州地下鉄8号線の駅である。

## 歴史
- 2020年11月26日：開業[1]。

## 隣の駅
広州地下鉄
■ 8号線
石井 - 小坪駅 - 石潭駅

## 駅周辺
- 広州白雲広雅実験学校